# Jakob Bisson

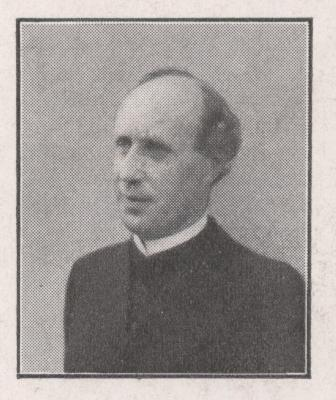
Dr. Jakob Bisson

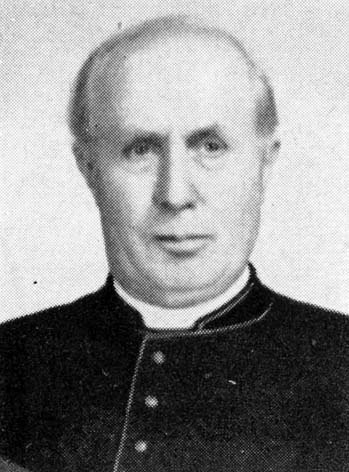
Dr. Jakob Bisson

Jakob Bisson (* 30. Oktober 1888 in Münchweiler am Klingbach; † 8. März 1963 in Speyer) war ein deutscher römisch-katholischer Priester, der Diözese Speyer, Divisionspfarrer im Ersten Weltkrieg, Verfolgter des NS-Regimes und pfälzischer Kirchenhistoriker.

## Leben
Jakob Bisson verlor früh seine Eltern und wurde als Waise ins Nardini-Haus Pirmasens aufgenommen. Nach Schulbesuch und Studium erhielt er am 28. Juli 1912 in Speyer die Priesterweihe, aus der Hand von Bischof Michael von Faulhaber, der 39 Jahre später auch Papst Benedikt XVI. zum Priester weihte. Als Kaplan war er zunächst in der Pfarrei Winnweiler tätig, während des Ersten Weltkrieges drei Jahre als Seelsorger bei den deutschen Truppen an der Westfront. Er rückte im August 1914, am 4. Mobilmachungstag bei der Bayerischen Armee ein. Dort war er zunächst beim II. Armee-Korps, Feldlazarett 16, später bei der Sanitätskompanie der 5. Infanterie-Division tätig. Schließlich avancierte Bisson zum Feldgeistlichen bei der 3. Infanterie-Division, dann zum eigenständigen Divisionspfarrer der 5. Infanterie-Division. In seiner Eigenschaft als Militärpriester erhielt er das Eiserne Kreuz II. Klasse und den Militärverdienstorden VI. Klasse mit Schwertern.
Nach der Rückkehr aus dem Krieg wurde Bisson am 7. Dezember 1918 Domkaplan, am 20. Januar 1922 Domvikar (Bischofssekretär) und Religionslehrer an der Lehrerinnenbildungsanstalt in Speyer. Von 1922 bis 1924 leitete er das Bistumsblatt Der Pilger. In der Separatistenzeit trat er nachdrücklich gegen eine Loslösung der Pfalz vom Mutterland ein. Am 1. Januar 1928 erhielt er seine Versetzung nach Zweibrücken, als Religionslehrer.
Seine Studien schloss Jakob Bisson mit einem philosophischen Doktorat ab. Thema seiner Dissertation 1931 war die Willensfreiheit bei Alexander von Hales. Die Bedeutung dieses Scholastikers wird in dieser Arbeit dahingehend dargestellt, „… dass er in seiner Summa Theologica zuerst die ganze Philosophie des Aristoteles als Hilfswissenschaft benutzt hat.“ Das wird damit erläutert, dass seit Ende des 12. Jahrhunderts die Schriften dieses Philosophen in größerem Umfang als vorher bekanntgeworden waren.
In Zweibrücken nahm Jakob Bisson als Stadtrat an den politischen Auseinandersetzungen in der Zeit vor der Machtübernahme der Nationalsozialisten im Jahr 1933 teil. In diesem Zusammenhang geriet er vom 26. Juni bis 1. Juli 1933, im Landgerichtsgefängnis Zweibrücken, in Schutzhaft.
Ab 1. Januar 1934 wirkte der Geistliche am Humanistischen Gymnasium Speyer, wo man ihn wegen seiner betonten NS-Gegnerschaft von 4. Oktober 1941 bis 9. Oktober 1942 vom Schuldienst suspendierte.

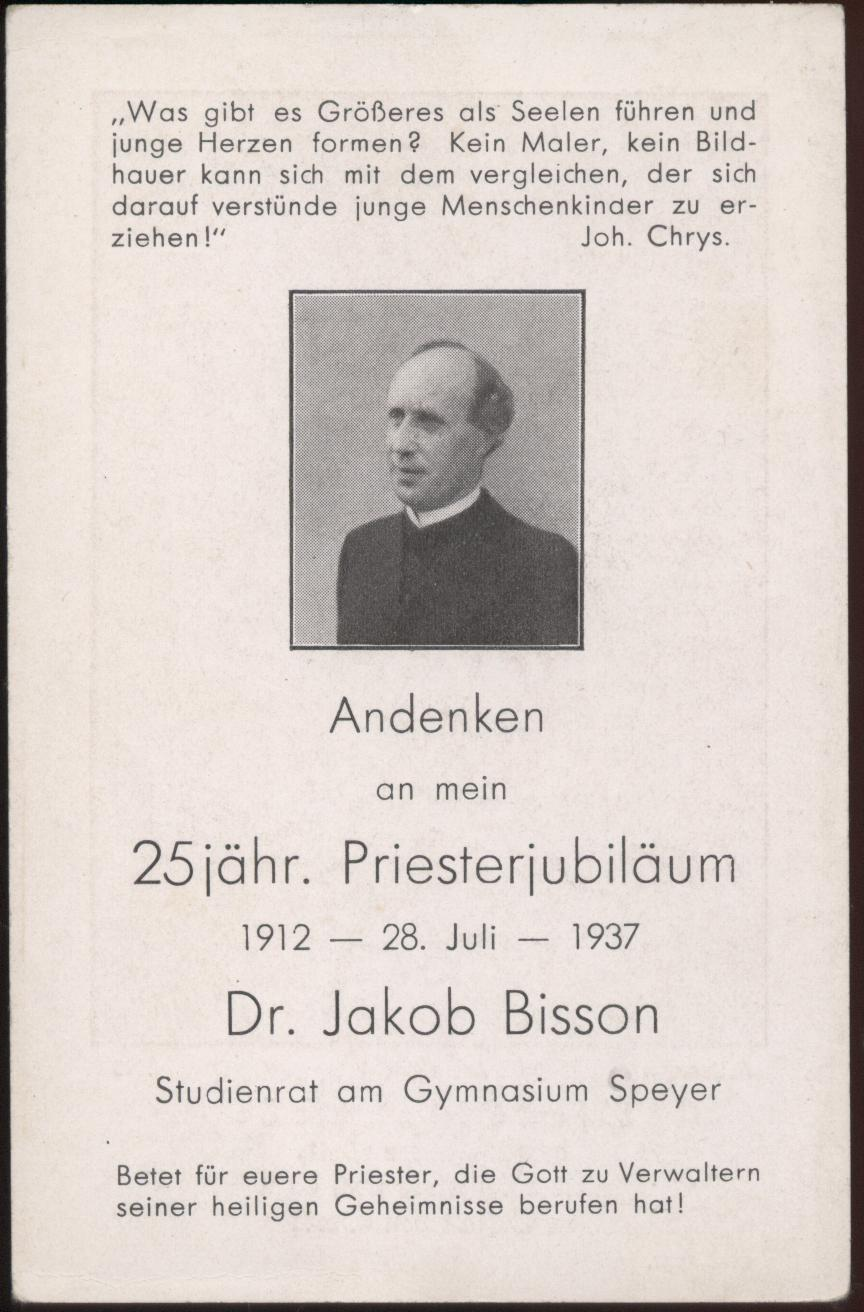
Jubiläumsbildchen Dr. Jakob Bisson

Als Studienrat am humanistischen Gymnasium unterrichtete er Religion und Hebräisch. Einer seiner Schüler war der spätere Universitätsprofessor und Romanist Walter Selb, der ihm eines seiner Werke widmete.
Jakob Bisson war Mitglied des Verwaltungsrates der Gesellschaft für Mittelrheinische Kirchengeschichte.
Als päpstliche Auszeichnung erhielt er den Titel eines Päpstlichen Ehrenkämmerers und den Titel Monsignore. Am 29. Juli 1962 beging er das goldene Priesterjubiläum. Nur einen Tag später erlitt er einen Schlaganfall, von dem er sich nicht mehr erholte. Jakob Bisson starb am 8. März 1963 und wurde in Hauenstein begraben. Bischof Isidor Markus Emanuel von Speyer nahm persönlich an der Beerdigung teil.
Seine Publikationen befassen sich mit der Geschichte der Katholischen Kirche in der Pfalz bzw. im Bistum Speyer. Der dauernde Wert dieser Texte liegt in der Verwendung von Kenntnissen, die nicht schriftlich festgehalten waren und insbesondere als Quellen aus der Zeit des Nationalsozialismus schon in den Jahren nach 1960 als verloren gegangen galten. Sein Hauptwerk Sieben Speyerer Bischöfe und ihre Zeit 1870–1950. Beiträge zur heimatlichen Kirchengeschichte. Pilger-Verlag Speyer 1956, ist eine lokalhistorische Fundgrube und für jeden Pfälzer Kirchengeschichtler eine unentbehrliche Quelle.

## Literatur

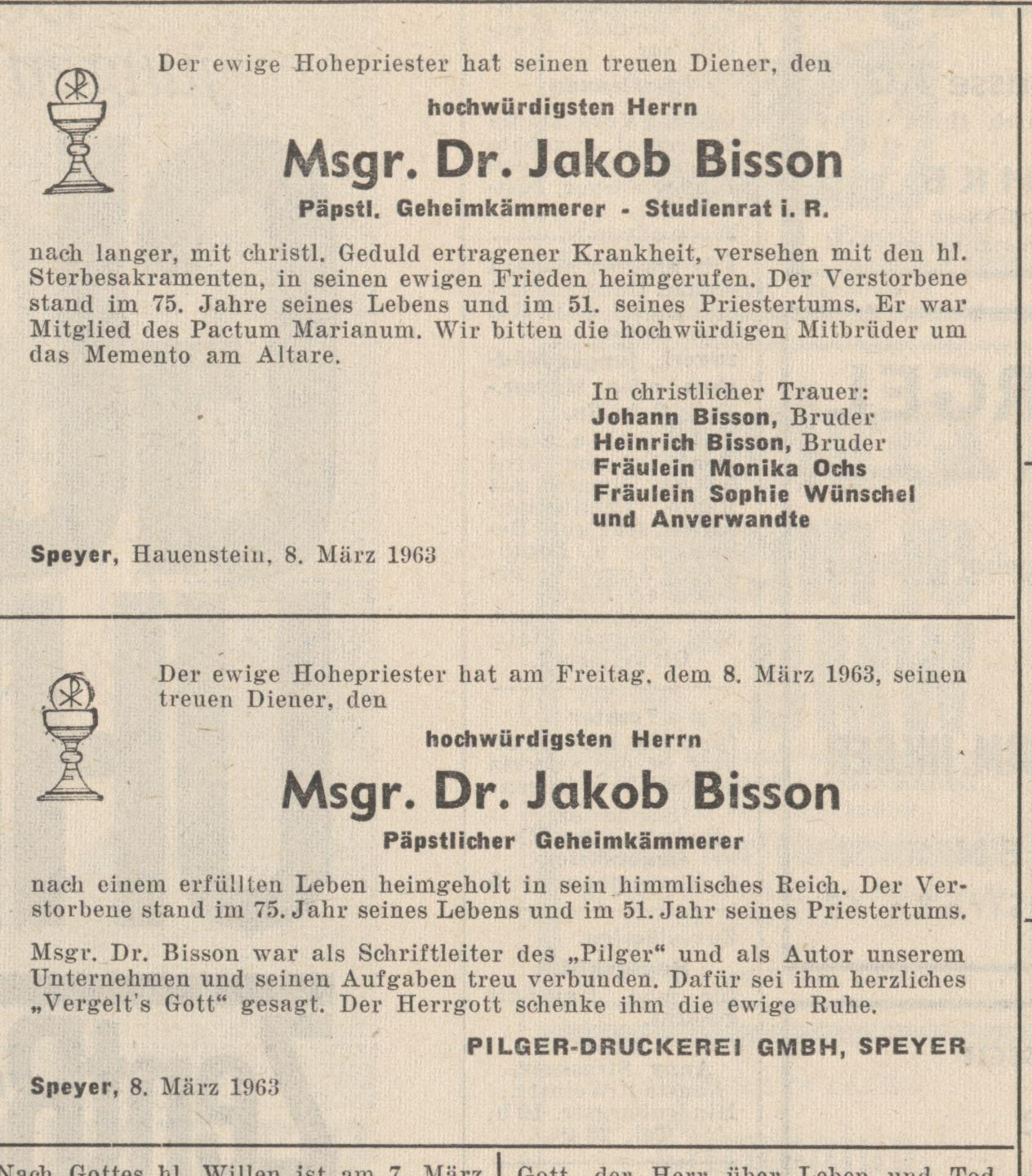
Todesanzeigen aus Der Pilger

## Werke

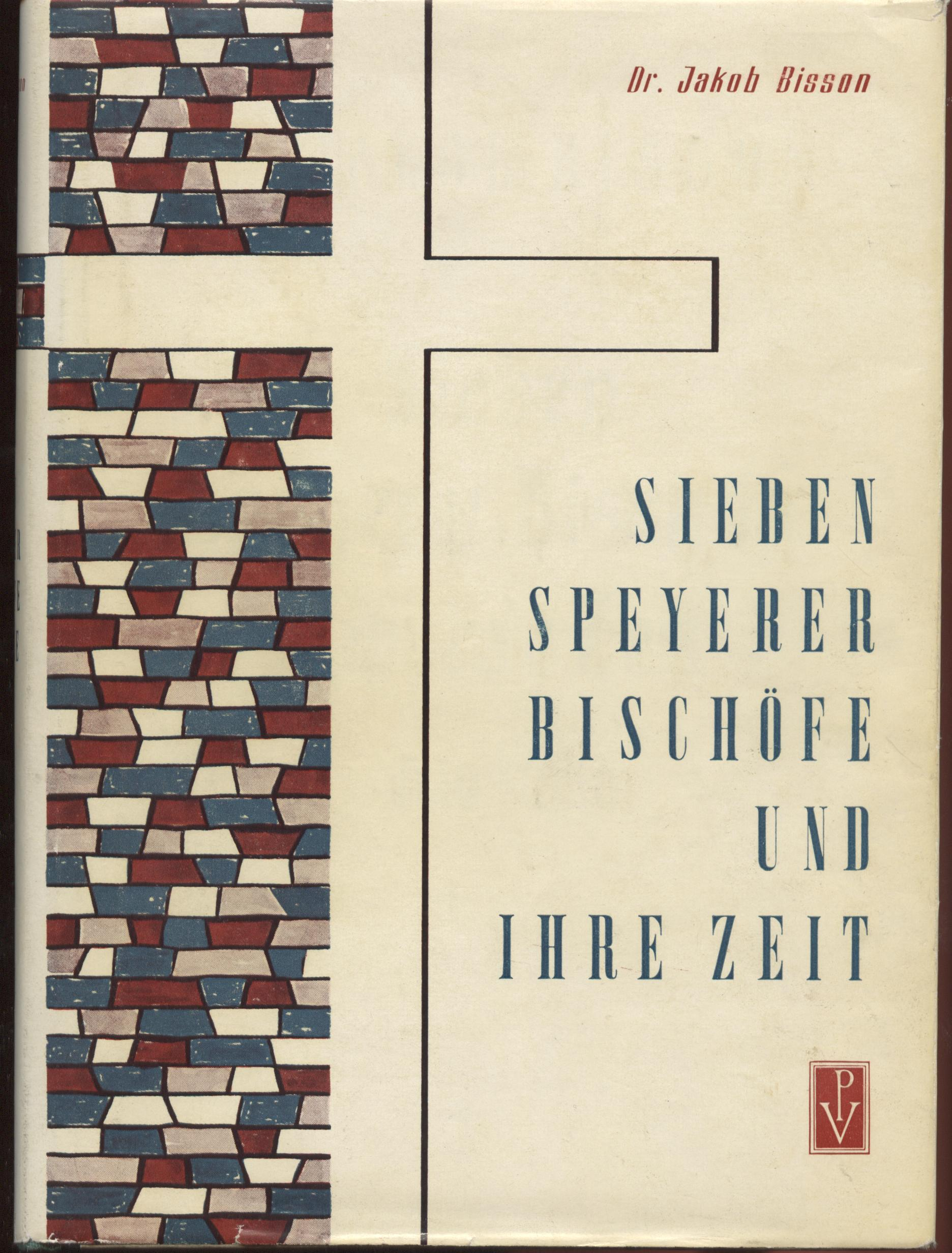
Jakob Bissons Hauptwerk, eine Standardquelle zur Pfälzer Kirchengeschichte

- Die Willensfreiheit bei Alexander von Hales. Würzburg, phil. Dissertation 1930. In: Philosophisches Jahrbuch der Görres-Gesellschaft. Auf Veranlassung und mit Unterstützung der Görres-Gesellschaft herausgegeben von den Professoren M. Grabmann und ED. Hartmann. 45. Band. Fulda 1932. Heft 3, S. 290–315 und Heft 4, S. 413–439.
- Bei deutschen Landsleuten in Rumänien. In: Palatina. (Heimatblatt oder Beilage der Pfälzer Zeitung und des Rheinischen Volksblattes). Jahrgang 1935, S. 43–44, 46–47, 51–52, 55–56, 60, 63–64, 67–68.
- Gedenkpredigt auf den 900jährigen Todestag der Kaiserin Gisela († 15. Februar 1043) am 14. Februar 1943 im Dom zu Speyer (7 Blatt).
- Die ersten Herausgeber und Schriftleiter. In: Der christliche Pilger. Jahrgang 100. Speyer 1950. Nr. 1.
- Einzug in das neue Gymnasialgebäude: vor 50 Jahren – ernste und heitere Erinnerungen. In: 400 Jahre Speyerer Gymnasium. Speyer 1952. S. 67–71.
- Rektor Dr. Joseph Degenhart: 1899–1909. In: 400 Jahre Speyerer Gymnasium. Speyer 1952. S. 94.
- Wo sind die Speyerer Bischöfe begraben? In: Der christliche Pilger. Jahrgang 104 Speyer 1954. S. 936, 955.
- Hundert Jahre Katholisches Armenkinderhaus, jetzt Nardinihaus Pirmasens 1855–1955.
- Sieben Speyerer Bischöfe und ihre Zeit 1870–1950. Beiträge zur heimatlichen Kirchengeschichte. Pilger-Verlag Speyer 1956.